# Robert Bowes (Richter)

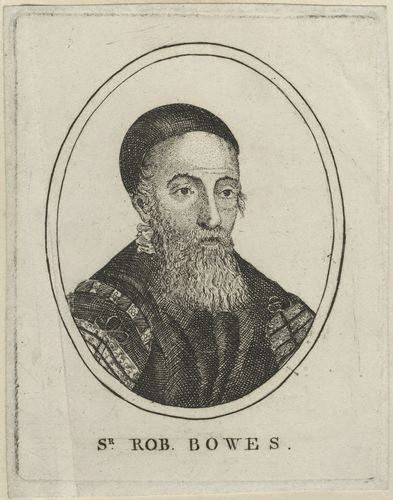
Sir Robert Bowes

Sir Robert Bowes, PC (* um 1493; † 28. Februar 1555 auf Berwick Castle) war ein englischer Soldat und Richter.

## Familie
Geboren wurde Bowes als zweiter Sohn und eines von elf Kindern von Sir Ralph Bowes und dessen Frau Margery Conyers. Väterlicherseits gehörten William FitzHugh, 4. Baron FitzHugh und William Willoughby, 5. Baron Willoughby de Eresby zu seinen Vorfahren. Bowes war mit Alice Metcalfe verheiratet. Mit ihr hatte er mehrere Kinder, die aber alle sehr jung starben. Mit dem Tod seines Neffen George Bowes im Jahr 1545 übernahm er die Führung der Familie.

## Ausbildung und Karriere

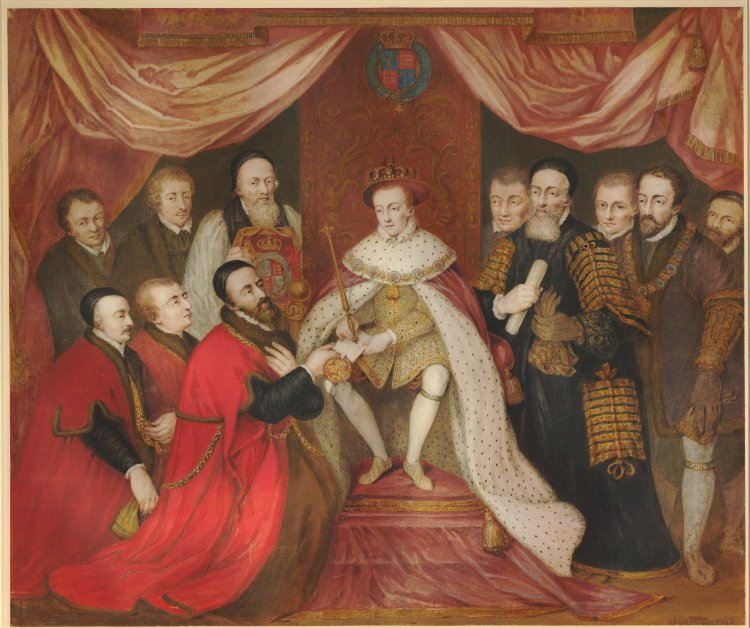
Edward VI erteilt dem Bridewell Hospital eine Royal Charter. Bowes steht rechts hinter dem König.

Seine Ausbildung als Jurist erhielt Bowes am Lincoln’s Inn. Dort wurde er am 4. Mai 1511 als Rechtsanwalt zugelassen. Erste militärische Erfahrung sammelte Bowes in den Anglo-Schottische Kriegen. Ab 1523 arbeitete er für Thomas Wolsey. Mit seiner Berufung in das Council of the North begann seine politische Karriere. Er gehörte dem Gremium, zeitweise als dessen Vizepräsident, bis zu seinem Tod 1555 an. Als Teilnehmer an der Pilgrimage of Grace wurde die Krone auf ihn aufmerksam. 1538 wurde er zum Knight Bachelor geschlagen. Ab 1539 wurde Bowes mehrmals ins englische Parlament gewählt. Dort war er Abgeordneter für Yorkshire (1539 und 1542), Newcastle upon Tyne (1545), Westmorland (1547) und Middlesex (1553). Neben seiner politischen Karriere war er aber auch weiterhin militärisch tätig. So diente er 1542 unter Thomas Howard, 3. Duke of Norfolk und begleitete diesen auf seinem Raubzug nach Schottland. Während der Schlacht von Haddon Rig wurde er gefangen genommen, wenig später aber wieder auf freien Fuß gesetzt. 1545 übernahm er dann den Posten des Lord Warden of the Marches. Dank enger Kontakte zu dem schottischen Reformator John Knox schloss Bowes sich schon bald John Dudley an. Dank dieser Verbindung wurde er 1551 zum Master of the Rolls ernannt und im gleichen Jahr in das Privy Council aufgenommen. Nachdem er sich 1553 für Jane Grey als Königin von England eingesetzt hatte, musste er die meisten seiner Ämter abgeben, wurde aber wegen seiner militärischen Kenntnisse noch immer von der Krone zurate gezogen. Bowes starb am 28. Februar 1555 auf Berwick Castle, wo er beauftragt war, die Verteidigung auszubauen.

## Werk
Während seiner Tätigkeit als Lord Warden of the Marches wurde Bowes von Henry Grey, 1. Duke of Suffolk beauftragt, einen Bericht über den Zustand des englisch-schottischen Grenzlandes zu verfassen. Der unter dem Titel A Book of the State of the Frontiers and Marches betwixt England and Scotland erschienene Bericht gilt bis heute als Hauptquelle über den Zustand dieses Landstrichs im 16. Jahrhundert. In ihm werden nicht nur die topographischen Gegebenheiten dargestellt. Bowes setzt sich auch ausführlich mit der militärischen Organisation auseinander. Seine rechtswissenschaftliche Ausbildung erlaubte es ihm auch, dem Bericht rechtliche Erwägungen zu Grenzstreitigkeiten beizufügen. Eine Kopie des Berichts befindet sich heute in der Sammlung der Bodleian Library.